# الهجر (مسوره)
الهجر (انگلیسی: Al-Hijra, Maswarah) یکی از روستاهای یمن که در ناحیه مسوره در استان بیضا واقع شده است. با توجه به سرشماری حکومت یمن در سال ۲۰۰۴، جمعیت این روستا ۳۷ تن بود.